# La contadina astuta
La contadina astuta (dt.: Die listige Bäuerin) oder Livietta e Tracollo ist ein Opernintermezzo in zwei Teilen von Giovanni Battista Pergolesi (Musik) mit einem Libretto von Tommaso Mariani. Die Uraufführung fand am 25. Oktober 1734 zwischen den Akten von Pergolesis Oper Adriano in Siria im Teatro San Bartolomeo in Neapel statt.

## Handlung

### Erster Teil
Das Bauernmädchen Livietta hat vor, einen Gauner zu fangen, der als Polin verkleidet unter dem falschen Namen Baldracca die Gegend unsicher macht. Dieser hatte bereits ihren Bruder ausgeraubt und dabei beinahe umgebracht. Um nicht erkannt zu werden, hat Livietta Männerkleidung angelegt (Livietta: „Vi sto ben? Vi comparisco?“). Ihre Freundin Fulvia spielt mit falschem Schmuck ausgestattet den Lockvogel. Die beiden legen sich hin und geben vor, zu schlafen, während sich ihre Freunde versteckt halten. Schon bald erscheint Tracollo als schwangere Polin ausstaffiert mit seinem Kumpan Faccenda. Er bettelt zunächst im Publikum um Almosen (Tracollo: „A una povera polacca“) und entdeckt dann die beiden Schlafenden. Sofort ist seine Begierde nach dem Schmuck geweckt. Er schickt zunächst Faccenda vor, Fulvia die Kette zu entwenden. Doch da dieser sich zu ungeschickt anstellt, versucht es Tracollo selbst. Livietta erwacht scheinbar und stellt ihn in mit französischen Sprachbrocken durchsetztem Italienisch zur Rede. Dann überwältigen ihn ihre Freunde. Livietta fordert sie auf, Tracollo zu entkleiden. Tracollo jammert, Livietta droht mit Prügel, und schließlich einigen sie sich darauf, dass nicht die Bauern, sondern ihre angebliche Schwester Fulvia ihn entkleidet.  Nach Tracollos Enttarnung gibt sich auch Livietta zu erkennen. Sie fordert ihre Rache. Tracollo bittet vergeblich um Vergebung. Auch sein Versprechen, sie zur Frau zu nehmen, beeindruckt Livietta nicht (Livietta: „E voi perché venite“). Sie ist fest entschlossen, ihn der Obrigkeit zu übergeben. Tracollo sieht sich bereits am Galgen (Tracollo: „Ecco il povero Tracollo“). Im Schlussduett des ersten Teils stehen sich Liviettas Entschlossenheit und Tracollos Flehen gegenüber (Tracollo/Livietta: „Vado, vado… ed avrai cor“).

### Zweiter Teil
Tracollo ist der Obrigkeit entkommen und hat sich als Astrologe verkleidet (Tracollo: „Vedo l’aria che s’imbruna“). Schon begegnet ihm Livietta, die ihn sofort erkennt. Tracollo redet Unsinn daher, um sie glauben zu lassen, er sei verrückt geworden. Livietta beschließt, eine Weile mitzuspielen, um herauszufinden, wie es wirklich um ihn steht. Tracollo stellt sich ihr als Don Chiaravalle aus Mailand vor und fragt sie nach ihrem Namen. Livietta entgegnet, als Astrologe müsse er den doch wissen. Da Tracollo sich herausredet, erklärt sie, eine bessere Astrologin zu sein als er, denn sie kenne seinen echten Namen: Tracollo. Tracollo entgegnet, er sei lediglich dessen Geist. Sie selbst trage die Schuld an seinem Tod. Daher müsse sie ihn jetzt in das Totenreich führen. Er ergreift ihren Arm und rennt mit ihr über die Bühne, bis sie sich völlig atemlos auf einen Felsen wirft. Sie gibt vor, zu sterben und fleht ihn an, ihr zu vergeben und sie nicht zu vergessen (Livietta: „Caro perdonami“). Dann bleibt sie bewegungslos liegen. Tracollo, der ihre Tricks mittlerweile kennt, glaubt ihr zunächst nicht. Er betrachtet sie besorgt, um sich von ihrem Tod zu überzeugen (Tracollo: „Non si move, non rifiata“). Anschließend bricht er in Tränen aus und beichtet der vermeintlich Toten, dass er seine Verrücktheit lediglich vorgetäuscht hatte. Sofort erwacht Livietta wieder zum Leben. Geschlagen gibt Tracollo auf. Er verspricht, sich den Behörden zu stellen und setzt sie zudem als Erbin seiner unter einem Baum vergrabenen Schätze ein. Livietta erkennt, dass er sie tatsächlich liebt. Sie ist bereit, ihn zu heiraten, wenn er verspricht, sein Leben zu ändern und ehrlich zu werden. Beide schwören, einander treu zu bleiben (Livietta/Tracollo: „Sempre attorno, qual palomba“).

## Gestaltung
Das Werk ist gespickt mit Scherzen, Verkleidungen und Slapstick-Elementen. Im Gegensatz zu Pergolesis vorangegangenem Intermezzo La serva padrona weist der Text eine derbe Sprache auf. Die beiden stummen Rollen Faccenda und Fulvia agieren pantomimisch. Musikalisch wird der burleske Charakter des Stücks durch die lebhaften rhythmischen Motive Pergolesis gestützt.

### Instrumentation
Das Orchester des Intermezzos besteht aus zwei Oboen, zwei Trompeten, Streichern und Basso continuo: Die Blasinstrumente werden lediglich in Tracollos Arie „Vedo l’aria che s’imbruna“ im zweiten Teil genutzt. Die Musiksprache ist schlicht gehalten. Die beiden Violinstimmen sowie Viola und Bass werden häufig unisono oder in Terz- bzw. Sext-Parallelen geführt.

### Musiknummern
Das Intermezzo enthält die folgenden Musiknummern:
Erster Teil
- Livietta: „Vi sto ben? Vi comparisco?“
- Tracollo: „A una povera polacca“
- Livietta: „E voi perché venite“
- Tracollo: „Ecco il povero Tracollo“
- Tracollo/Livietta: „Vado, vado… ed avrai cor“

Zweiter Teil
- Tracollo: „Vedo l’aria che s’imbruna“
- Livietta: „Caro perdonami“
- Tracollo: „Non si move, non rifiata“
- Livietta/Tracollo: „Sempre attorno, qual palomba“

## Werkgeschichte

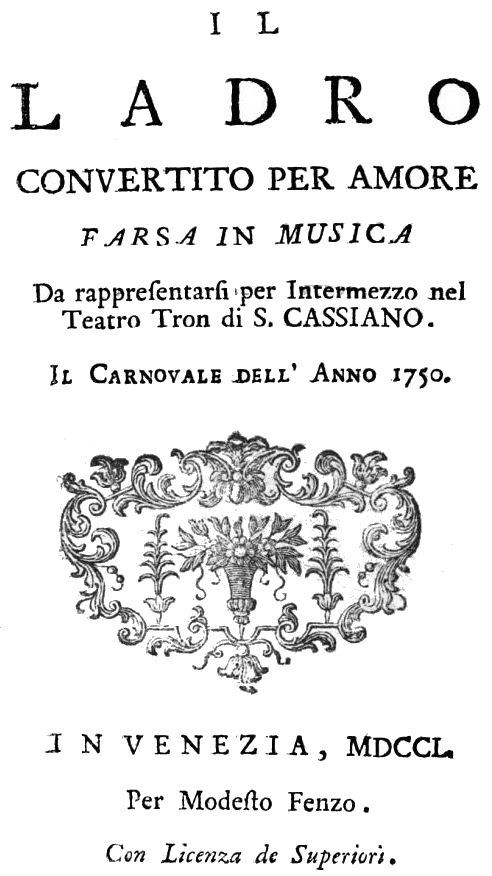
Titelblatt des Librettos, Venedig 1750

Die Uraufführung der beiden Teile von La contadina astuta fand zwischen den drei Akten von Pergolesis Oper Adriano in Siria am 25. Oktober 1734 im Teatro San Bartolomeo in Neapel statt. Dabei sangen die Sopranistin Laura Monti als Livietta und der Bass Gioacchino Corrado als Tracollo. Die Aufführung war in die Feierlichkeiten zum 42. Geburtstag der spanischen Königin Elisabeth eingebunden. Die Oper und das Intermezzo haben keine inhaltlichen Bezüge zueinander und wurden auch von unterschiedlichen Interpreten aufgeführt.
Das Intermezzo hatte einen weitaus größeren Erfolg als die Oper Adriano in Siria. Es zählt mit La serva padrona und einigen Werken Johann Adolph Hasses (La contadina von 1728, La serva scaltra von 1729 und Il tutore von 1730) zu den beliebtesten Intermezzi seiner Zeit. In den folgenden zwei Jahrzehnten wurde es mit immer anderen Opern kombiniert und mit unterschiedlichen Titeln wie Il ladro finto pazzo, Il Tracollo, La finta polacca, Il ladro convertito per amore, Tracollo medico ignorante oder Intermezzo del Tracollo an den meisten wichtigen europäischen Theatern gespielt. Dabei wurde es immer wieder überarbeitet und mit Musiknummern anderer Komponisten versehen, wofür oft die jeweiligen Sänger verantwortlich waren, die gerne Arien aus den Opern einfügten, die sie zu der Zeit sangen. Teile des Originals wurden jedoch immer beibehalten. Zwei Fassungen von Carlo Goldoni und Pietro Chiarini wurden 1741 als Il finto pazzo und 1742 als Amor fa l’uomo cieco in Venedig vorgestellt. Eine französische Fassung von Jacques Lacombe erschien 1756 unter dem Titel Le Charlatan in Paris.
Auch im 20. und 21. Jahrhundert wurde das Werk immer wieder aufgeführt. In den Jahren 1914 und 1920 wurden Klavierauszüge herausgegeben. Möglicherweise damit zusammenhängende Aufführungen gab es 1917 in Treviso, 1925 in Triest und 1927 in Rom. Eine Fassung von Wolf Ebermann und Manfred Koerth aus dem Jahr 1963 wurde 1975 an der Wiener Kammeroper, 1978 im Rahmen der Schwetzinger Festspiele im Staatstheater Karlsruhe und 1985 an der Berliner Kammeroper gespielt. Die Ausgabe von Gordana Lazarevich wurde 1985 zur Grundlage einer Produktion des Maggio Musicale Fiorentino.

## Aufnahmen
- unbekannt (live): Delio Cassetta (Dirigent), Orchestra da Camera Di Belluno. Kikko KC052.1 (1 CD).[5]:12727
- 195?: Franco Gallini (Dirigent), Orchestra della Scuola di Arzignano. Graziella Sciutti (Livietta), Marcello Cortis (Tracollo). Black Disc – Italian Fonit LP 2005 (1 LP).[6]
- 1959 (live): Alfredo Simonetto (Dirigent), Orchestra „Alessandro Scarlatti“ della RAI di Napoli. Angelica Tuccari (Livietta), Sesto Bruscantini (Tracollo). Cetra CD: CDE 1070.[5]:12728
- Mai 1961 (Studio): Ennio Gerelli (Dirigent), Compagnia del Teatro Musicale da Camera di Villa Olmo. Elda Ribetti (Livietta), Dino Mantovani (Tracollo). Cetra CD: CDO 31.[5]:12729
- 1975 (Studio): Marcel Borusiac (Dirigent), Orchestra de Chamber Audonia Saint-Ouen. Anna Maria Bondi (Livietta), Bruno Renzi (Tracollo). SFP LP: 91.044 (1 LP).[5]:12730
- 1996 (live; Fassung von Giuseppe Sellitti, 1753): Alfonso Saura Llacer (Dirigent), Orchestra Benedetta Marcello di Terrarno. Giuseppina Brienza (Livietta), Alessandro Calamai (Tracollo), Sunhae Im (Sulpizio). Bongiovanni GB 2211 1 CD.[5]:12731
- 23. November 1996 (Video; live aus dem Lunatheater Brüssel): Sigiswald Kuijken (Dirigent), Ferruccio Soleri (Inszenierung), La Petite Bande. Nancy Argenta (Livietta), Werner van Mechelen (Tracollo). TDK DVD, Accent 96123 (1 CD).[5]:12732
- 1997 (live): Massimo Zanetti (Dirigent), Orchestra da Camera Milano Classica. Liliana Olivieri (Livietta), Davide Rocca (Tracollo). La Bottega Discantica 08 (1 CD).[5]:12733
- 2010 (Video; live aus dem Teatro G.B. Pergolesi in Jesi, zusammen mit Adriano in Siria): Ottavio Dantone (Dirigent), Accademia Bizantina. Monica Bacelli (Livietta), Carlo Lepore (Tracollo). Opus Arte – OA1065D (2 DVD), Opus Arte OABD7098D (BR).[7]
- 2021 (Video; live vom Festival Styriarte on tour; als Il Ciarlatano): Michael Hell (Dirigent), Adrian Schvarzstein (Regie), Lilli Hartmann (Ausstattung). Laura Orueta (Livietta), Dietrich Henschel (Tracollo). Videostream.[8]